# ムラド・メグニ
ムラド・メグニ（アラビア語: مراد مغني, ラテン文字: Mourad Meghni, 1984年4月16日 - ）は、フランス・パリ出身の元アルジェリア代表サッカー選手。現役時代のポジションはMF（攻撃的ミッドフィールダー）。
アルジェリアとポルトガルにルーツを持っている。テクニックに優れたプレーヤーで、母国では「Petit Zidan（プチ・ジダン）」の愛称で呼ばれている。

## 経歴

### キャリア初期
アルジェリア人の父とポルトガル人の母の下パリに生まれる。若くしてクレールフォンテーヌからボローニャFCへ引き抜かれた。2003年1月12日のACミラン戦にて、18歳でセリエAデビュー。2005-06シーズンはFCソショーへレンタル移籍した。ボローニャでは72試合7得点を記録。2007年夏、SSラツィオに共同保有の形で移籍した。

### ラツィオ
ラツィオでの初めてのシーズンは、リーグ戦19試合の出場。また、UEFAチャンピオンズリーグデビューを果たし、2007年11月6日のヴェルダー・ブレーメン戦ではトンマーゾ・ロッキのゴールをアシスト、チームの勝利に貢献した。2008年夏にはラツィオに完全移籍。2010-11シーズンは膝の負傷で棒に振り、シーズン終了後にクラブとの契約を解除した。

### カタール時代
翌シーズンよりカタール・スターズリーグのウム・サラルSCに加入。2011年8月6日、シェイク・ジャシム・カップのアル＝シャマルSC戦で1年半振りに公式戦のピッチに立った。9月17日に行われたアル＝ラーヤンSCとのリーグ開幕戦で太腿筋を負傷。11月14日のレフウィヤSC戦で復帰するも、この試合で内転筋を痛めて再び戦線を離脱した。回復後は出場機会を失い、4月5日にアル＝ホールSCへシーズン終了までローンとなった。
2012-13シーズンよりレフウィヤSCへ移籍。2013年10月には膝の手術を受け、翌年1月にクラブとの契約を解除した。

### キャリア晩年
2015年1月、シャン＝シュル＝マルヌにあるフットサルチームへ加入した。2年半のブランクを経て、2015年7月9日にアルジェリア・リーグ1のCSコンスタンティーヌと2年契約を締結。初めて自身のルーツであるアルジェリアでプレーすることとなった。しかしここでも鼠径部や足首の負傷に悩まされ、在籍2シーズンで19試合の出場に留まった。

## 代表歴
2001年、フランスU-17代表として2001 FIFA U-17世界選手権に出場。フロラン・シナマ＝ポンゴル、アントニー・ル・タレクとともに優勝の原動力となった。しかしフル代表には選ばれず、2009年6月にはフル代表はアルジェリア代表を選択した。8月12日の親善試合ウルグアイ代表戦で初出場し、アルジェリア代表のエース級の存在となった。しかしながら、怪我で2010FIFAワールドカップは欠場している。
膝の負傷により1年半の間プレーを離れていた中、2011年8月にヴァイッド・ハリルホジッチ監督により代表へ招集された。

## タイトル
クラブ
ラツィオ
- コッパ・イタリア : 2008-09
- スーペルコッパ・イタリアーナ : 2009

代表
フランス U-17
- FIFA U-17世界選手権 : 2001